# Lyle Bettger
Lyle Bettger (Filadelfia, 13 febbraio 1915 – San Luis Obispo, 24 settembre 2003) è stato un attore statunitense.

## Biografia
Era figlio di Frank Bettger, brillante assicuratore e autore di best-seller sulle tecniche di vendita.
Diplomato all'Accademia americana di arti drammatiche di New York, recitò in teatro, nei repertori estivi e a Broadway, prima di approdare al cinema. Di costituzione massiccia, con uno sguardo accigliato tipico da villain, Bettger diventò un assiduo interprete di personaggi di "duro". Tra i film da lui interpretati, sono da ricordare Il più grande spettacolo del mondo (1952), vincitore del Premio Oscar al miglior film nel 1953, e Sfida all'O.K. Corral (1957), in cui vestì i panni di Ike Clanton.
Per la televisione recitò in celebri serie come Hawaii Squadra Cinque Zero, Gli uomini della prateria, The Rifleman, Carovane verso il West, Bonanza e The Time Tunnel, e in numerosi short pubblicitari. Sposato dal 1940 con Mary Rolfe, da cui ebbe tre figli, rimase vedovo nel 1996. È morto nel 2003, all'età di 88 anni, a San Luis Obispo.

## Filmografia parziale

### Cinema
- Non voglio perderti (No Man for Her Own), regia di Mitchell Leisen (1950)
- L'ultima preda (Union Station), regia di Rudolph Maté (1950)
- La prima legione (The First Legion), regia di Douglas Sirk (1951)
- A.A. criminale cercasi (Dear Brat), regia di William A. Seiter (1951)
- Il più grande spettacolo del mondo (The Greatest Show on Earth), regia di Cecil B. DeMille (1952)
- La grande avventura del generale Palmer (Denver and Rio Grande), regia di Byron Haskin (1952)
- I pirati della Croce del Sud (Hurricane Smith), regia di Jerry Hopper (1952)
- La primula rossa del Sud (The Vanquished), regia di Edward Ludwig (1953)
- Bill West fratello degli indiani (The Great Sioux Uprising), regia di Lloyd Bacon (1953)
- Desiderio di donna (All I Desire), regia di Douglas Sirk (1953)
- Contrabbandieri a Macao (Forbidden), regia di Rudolph Maté (1953)
- La carovana del luna park (Carnival Story), regia di Kurt Neumann (1954)
- Al di là del fiume (Drums Across the River), regia di Nathan H. Juran (1954)
- La storia di Tom Destry (Destry), regia di George Marshall (1954)
- Gli amanti dei 5 mari (The Sea Chase), regia di John Farrow (1955)
- Il cavaliere senza volto (The Lone Ranger), regia di Stuart Heisler (1956)
- La rivolta dei cowboys (Showdown at Abilene), regia di Charles F. Haas (1956)
- Sfida all'O.K. Corral (Gunfight at the O.K. Corral), regia di John Sturges (1957)
- Tuoni sul Timberland (Guns of the Timberland), regia di Robert D. Webb (1960)
- La città senza legge (Town Tamer), regia di Lesley Selander (1965)
- Johnny Reno, regia di R.G. Springsteen (1966)
- Nevada Smith, regia di Henry Hathaway (1966)
- Il ritorno del pistolero (Return of the Gunfighter), regia di James Neilson (1967)
- The Fastest Guitar Alive, regia di Michael D. Moore (1967)
- Il trafficante di Manila (Impasse), regia di Richard Benedict (1969)
- Il re delle isole (The Hawaiians), regia di Tom Gries (1970)
- I 7 minuti che contano (The Seven Minutes), regia di Russ Meyer (1971)

### Televisione
- TV Reader's Digest – serie TV, episodio 2x19 (1956)
- The 20th Century-Fox Hour – serie TV, episodio 2x08 (1957)
- Carovane verso il West (Wagon Train) – serie TV, 1 episodio (1958)
- Pursuit – serie TV, episodio 1x09 (1958)
- Lo sceriffo indiano (Law of the Plainsman) – serie TV, episodio 1x02 (1959)
- The Rifleman – serie TV, 2 episodi (1959-1962)
- June Allyson Show (The DuPont Show with June Allyson) – serie TV, episodio 1x18 (1960)
- Gli uomini della prateria (Rawhide) – serie TV, 3 episodi (1960-1964)
- Bonanza – serie TV, 2 episodi (1962-1966)
- Mr. Novak – serie TV, episodio 2x17 (1965)
- La legge di Burke (Burke's Law) – serie TV, episodio 2x29 (1965)
- A Man Called Shenandoah – serie TV, episodio 1x20 (1966)
- Kronos - Sfida al passato (The Time Tunnel) – serie TV, episodio 1x15 (1966)
- Cimarron Strip – serie TV, episodio 1x14 (1967)
- Hawaii Squadra Cinque Zero (Hawaii Five-O) – serie TV, 11 episodi (1969-1980)
- Il virginiano (The Virginian) – serie TV, episodio 9x10 (1970)

## Doppiatori italiani
- Carlo Romano in L'ultima preda, Il più grande spettacolo del mondo, Desiderio di donna, Sfida all'O.K. Corral
- Augusto Marcacci in Non voglio perderti
- Stefano Sibaldi in La storia di Tom Destry
- Giulio Panicali in Gli amanti dei cinque mari